# شارخوگین تومنتستسگ
شارخوگین تومنتستسگ (به مغولی: Шархүүгийн Түмэнцэцэг؛ زادهٔ ۲۴ ژوئن ۱۹۹۰) کشتی گیر زن کشور مغولستان است.
از افتخارات وی می‌توان به کسب مدال نقره بازی‌های آسیایی ۲۰۱۸ اشاره کرد.